# 幪面戰士
《幪面戰士》（韓語：마스크 마스터즈）是一部由韓國及馬來西亞合作製作電視動畫，共52集。韓國於2013年4月20日開始於KBS第1頻道播映。而香港於2014年8月9日在TVB兒童台首播，其後安排在2015年5月14日在翡翠台播出。

## 概要
《幪面戰士》以四聖獸與帶面具以變身成戰士為題材的作品。

## 登場人物

### 主要角色
小峰
配音 - 謝潔貞
本故事的主角，性格開朗，白虎的守護者，絕招是「白煙發射」。
瓦龍
配音 - 袁淑珍、黃瑩瑩（代配）
本故事的主角，第2集登場（海外版第3集），祖父已經去世，青龍的守護者，絕招是「藍色閃電」。
舒美
配音 - 羅杏芝、成瑤孆（代配）
本故事的主角，第6集登場（海外版第11集），對瓦龍有好感，朱雀的守護者，絕招是「赤色火焰」。
琿瑪
配音 - 李凱傑
本故事的主角，第8集登場（海外版第16集），玄武的守護者，絕招是「綠色龍捲風」。
白虎
配音 - 陳廷軒、麥皓豐（代配）
本故事的主角，守護者是小峰，武器是「正義聖劍」。
青龍
配音 - 張錦江
本故事的主角，守護者是瓦龍，武器是「法塔」。
朱雀
配音 - 沈小蘭
本故事的主角，守護者是舒美，武器是「芭蕉扇」。
玄武
配音 - 葉振聲、蘇強文（代配）
本故事的主角，守護者是琿瑪，武器是「飛鎚」。
黑貓
配音 - 魏惠娥
本故事的主角,背叛者，一直尾隨小峰，伺機攻擊小峰等人，幾乎每次在給意見該地方的執行者怎處罰幪面戰士時也會有意無意放過幪面戰士，但後來被小峰等人感動而轉投到幪面戰士的一方。本來被遺棄的原生家庭的墳墓,沒獲得任何人的款待,在街上游蕩的貓。偽裝成一個人他去溫暖關懷下，只感覺到愛的人將遭受的變化。
咕嘰（英語：或）
配音 - 陳琴雲
本故事的主角，雷姆博士製造後送給小峰和凱樂的寵物。
火神（三足金鳥）（韓語：불칸，英語：或）
配音 -
本故事的主角。
凱樂
配音 - 凌晞

### 主角的家人及其他角色
小峰的父母
配音 - 鄧志堅、吳羨婷

瓦龍的爺爺
配音 - 陳曙光

舒美的媽媽
配音 - 陸惠玲

琿瑪的爸爸
配音 - 朱子聰

拉法
配音 - 馮錦堂
一離國最出色的廚師。
狗邪國居民
配音 - 沈小蘭、陳永信

巴比
配音 - 黃淑芬
人魚。
琪琪
配音 - 陳皓宜
人魚。
夏奇
配音 - 張頌欣
斯盧國居民，族長的兒子。
斯盧國居民
配音 - 李錦綸、林元春、馮志輝

卑微國居民
配音 - 吳羨婷、林筠翔

拉斐爾
配音 - 雷碧娜

雷武博士（韓語：레오 박사）
配音 - 張炳強
高離國最出色的科學家。
諾亞
配音 - 黃昕瑜

加百列
配音 - 陸惠玲

艾拉
配音 - 羅孔柔
一個失明的女孩
農夫
配音 - 張炳強

艾坦
配音 - 何璐怡

### 執行者
參考中國的十二生肖
艾迪勒（韓語：에디르）
配音 - 李錦綸
長相像猴的執行者，武器是「金箍棒」。
妃殷絲（韓語：퓨인즈）
配音 - 梁少霞
長相像兔的執行者，武器是「死亡長劍」，絕招是「死亡龍捲風」。
蜉銳
配音 - 劉奕希
長相像犬的執行者，武器是「連枷」，絕招是「黑暗之矛」。
泰伊拉（韓語：타이라）
配音 - 黃昕瑜
長相像虎的執行者，武器是「手裏劍」，絕招是「紅色標槍」。
賽奧
配音 - 梁偉德
長相像蛇的執行者，武器是「毒針」，絕招是「冰矛」。
帝山爾（韓語：디세이어）
配音 - 蕭徽勇
長相像豬的執行者，武器是「三叉戟」。
麗歐絲（韓語：리오스）
配音 - 柚子蜜
長相像雞的執行者，武器是「十字弓」。
季耶羅根（韓語：지엘로건）
配音 - 李錦綸
長相像馬的執行者，武器是「迴旋雙刃」。
哈托
配音 - 馮錦堂
長相像牛的執行者，武器是「惡魔之斧」，害怕「紫菀花」。
威利濃（韓語：위리놈）
配音 - 陳欣
長相像羊的執行者，武器是「白色盔甲」。
史瑞德（韓語：쉐이드）
配音 - 梁偉德
長相像鼠的執行者，十二執行者之首，武器是「鎚毛」。
穆斯貝（韓語：무스펠）
配音 - 劉昭文
執行者首領，最後被得到白虎、青龍、朱雀、玄武合體力量的小峰擊敗，片尾有復活的跡象。

## 外部連結
- 電視動畫《幪面戰士》官方網站 （页面存档备份，存于）
- 電視動畫《幪面戰士》KBS官方網站 （页面存档备份，存于）

| TVB兒童台 星期六、日 07:00－07:30 節目                   | TVB兒童台 星期六、日 07:00－07:30 節目  | TVB兒童台 星期六、日 07:00－07:30 節目 |
| -------------------------------------------------------- | --------------------------------------- | -------------------------------------- |
|                                                          | 幪面戰士 （2014年8月9日－11月2日）      |                                        |
| 閃電十一人GO 時空之石 （無印第46－47話、第2期第1－51集） | 我家3姊妹II 重播                        |                                        |
| TVB兒童台 星期一至五 09:00－09:30 節目                   |                                         |                                        |
| 超速變形                                                 | 幪面戰士 重播 （2015年1月26日－3月2日） | 光之美少女：甜蜜天使 重播，第1－21集   |

| 翡翠台 星期一至五 16:20－16:50 節目 6月18日臨時節目調動 16:30－17:00 | 翡翠台 星期一至五 16:20－16:50 節目 6月18日臨時節目調動 16:30－17:00 | 翡翠台 星期一至五 16:20－16:50 節目 6月18日臨時節目調動 16:30－17:00 |
| -------------------------------------------------------------------- | -------------------------------------------------------------------- | -------------------------------------------------------------------- |
|                                                                      | 幪面戰士 （2015年5月14日－6月18日）                                  |                                                                      |
| 馴龍騎士II                                                           | 櫻桃小丸子 第563－588集                                              |                                                                      |
| 翡翠台 星期日 16:00－16:30 節目 2016年11月20日、2017年4月16日停播    |                                                                      |                                                                      |
| 馴龍騎士II 重播                                                      | 幪面戰士 重播 （2016年10月16日－2017年4月23日）                      | 網球Ace 第1輯 重播                                                   |